# Synanthes
Synanthes là một chi thực vật có hoa trong họ, Orchidaceae.